# 中島忠幸
中島 忠幸（なかしま ただゆき、1971年〈昭和46年〉6月14日 - 2006年〈平成18年〉12月20日）は、日本のお笑いタレント。福岡県福岡市出身。最終所属はサンミュージック企画。
竹山隆範（カンニング竹山）とともにお笑いコンビ・カンニングのメンバーとして活動した。

## 人物
福岡県福岡市生まれ。最終学歴は九州産業大学付属九州高等学校中退。身長168cm、体重53kg、血液型O型→A型→B型（臍帯血移植により変化）。
お笑いコンビ「カンニング」のツッコミ担当であった。お笑いのネタ中では相方の竹山隆範があまりにもキレるため、専らなだめ役になっていた。しかし稀に竹山が暴走しすぎた時など、竹山以上の勢いでキレて竹山を黙らせていた。
なお、普段は竹山より短気な性格とのことで、『エンタの神様』において竹山が脱糞未遂事件を起こした次の回において謝罪もそこそこに自身に責任転嫁をしようとした竹山を怒鳴って土下座での謝罪にこぎつけたり、竹山がネタ中の暴言で迷った際には強く通したこともある。
板前の経験から『笑いの金メダル』の『グリルの金メダル』や『めちゃ×2イケてるッ!』の『やべっち寿司』でも、その腕前を披露。2005年（平成17年）1月15日には東京都で開かれた『全日本鍋物コンテスト』に『辻よしなり ラジオグラフィティ』のチームで参加。しかしながら後述の理由により入院し、レシピのみ提出による参加となる。
ものまねタレントの前田健（2016年没）とは生年月日が同じ事から親交が深かった。

## 経歴
後にコンビを組むことになる「カンニング竹山」こと竹山隆範は小学校と中学校の同級生であり、小学校1年生の時から近所の池で一緒に釣りなどを行っていた。高校時代にも竹山のやっていたバンドのライブなどを見に行っていた。また、中島は田村英里子などアイドルの親衛隊をやっていたこともあり、高校中退からしばらくは進学も就職もせずに親衛隊の活動に夢中になっていた。親衛隊活動を始めてから1年で、田村英里子の親衛隊の九州支部長に昇格したという逸話がある。カンニング結成前の竹山の相方であったケン坊田中も小学生時代の同級生になる。
高校は1年生の時に中退しているが、未成年喫煙を行ったことによって2度の停学を言い渡されており、2度目の停学の際には家族に内緒で退学届を提出した。その後は板前を目指し、福岡の日本料理屋で板前修業するも腕が良いので妬んだ先輩達から調理包丁を隠されたり、私物を荒らされる等のいじめに遭い、1年ほど経過したある日修業の辛さに嫌気が差したことから辛抱の緒が切れ、自身をいじめていた先輩達を調理道具で叩きのめしてして大怪我を負わせてしまう。それを知らされた店主からは「雑用からやり直すなら許す」と勧告されも、本人はそれすら拒んだ為、結局クビとなりそのまま店を追い出された。その後、勉強も仕事もせずぶらぶらする日々に豪を煮やした両親は「しばらく帰ってくるな」と勘当を切り出し、実家から追いやられるとそのまま家出同然に上京。上京後、アパートや住み込みの仕事を探すも身元引受人がいなかった為、当初は公園で野宿していたが、しばらくしてかつての親衛隊時代の知り合いと再開し、そのまま知り合いの家に転がり込んでアルバイトをしながら生活し、後に偶然にも定食屋で竹山と再会した。
中野の惣菜屋で副店長としてアルバイトをしながら、プライベートではほぼ二人で遊び歩いていた。東京ディズニーランドもお台場も皇居も竹山と2人で行ったという。上京して1年後、福岡時代には断っていた竹山からのお笑いコンビ結成の誘いを了承し、一緒に芸を始めた。当時は渡辺プロダクションに所属。しかしながら一向に人気が得られずにクビになり、田村英里子の親衛隊をやっていた縁でサンミュージック企画に拾ってもらう。竹山は後にこの時の様子を「（田村と一緒になれて）人生で一番うれしそうだった」とライブで振り返っている。その後、サンミュージックのお笑い班が潰れたのでクビになる。
それからしばらくしてとある個人事務所に所属するも、ある日バイクで車と接触事故を起こし一方は無灯火、もう一方は信号無視とどちらにも非があったが、中島は先方から50万円もの示談金を請求される。その頃の収入は月に1〜2万円程しか無く、当時の彼らにとって50万円は大金であり、全て払えきれない額でもあった。その上所属していた事務所は知名度は皆無に等しかった為、事務所側からも負担されず、このまま示談金を払わなければ起訴される可能性も考え始め、普通に働くしかないと芸人をやめようと考えた。しかし、スポーツ新聞で見かけた消費者金融の広告を頼りに借金を150万円行ったことで廃業危機は回避するも、ここからカンニングの借金生活は始まった。借金をしながらの自堕落な生活が続く中、2人だけの個人事務所所属なので芸人としての活動はまともに行わず、27歳の頃に個人事務所が倒産した時点では300万円の借金を背負っていた。
その後も細々と芸能活動を続けるも全く売れる兆しが見えず、事務所という後ろ盾も失い、加え莫大な借金で逼迫する日々が続いていた。
そんな矢先、先輩芸人にブッチャーブラザーズに助けられる形で再度サンミュージックに所属。しかし1年後、28歳の芸人は当時としては芸人として高齢であるという考えや面白くないという理由から事務所をクビになりかける。その時ブッチャーブラザーズのリッキーの預かりになることによって首の皮一枚で芸人生命を保った。そこでリッキーからキレ芸を提案されて、以降カンニングはキレ芸を行うことになった。
竹山の単独ライブでの発言によると、借金は債務整理ではなくパチスロで稼いで返したという。
30歳になるかならないかという頃にはお笑いの大会で優勝するなど実績を残し始めたが、テレビ番組のオーディションには箸にも棒にもかからなかった。そんな中『虎の門』のチーフプロデューサーである藤井智久に才能を認められ、テレビ番組に出演する切っ掛けをつかむと同時にテレビ番組での立ち振る舞いについていろいろと教わった。その間に『爆笑オンエアバトル』では番組側から了承を受けてキレ芸を行ったところ、芸風を不快に思ったNHKの上役から叱られてしまう。初めは謝罪に徹するも次第にネタ以外にも外見や性格までダメ出しされ、遂に堪忍袋の緒が切れた中島は逆ギレし怒鳴り返した結果「もう二度とウチの番組には出させないからな！」と完全に見限られ、それ以降『爆笑オンエアバトル』を出入り禁止になった。
2002年（平成14年）頃よりテレビに出演するようになり、2003年には『めちゃイケ』のコーナー企画でもある『笑わず嫌い王』に出演したのを機にブレイクし、人気を得るようになった。2004年（平成16年）4月に結婚し、同年9月には長男が誕生した。

### 病気療養
結婚同年の2004年（平成16年）12月から病気療養を理由に休業、翌2005年（平成17年）1月、白血病（急性リンパ性白血病）の治療中であることを公表した。同時期には歌手の本田美奈子.も白血病に罹患しており、手紙を通じて互いに励まし合いながら闘病していたが、本田は同年11月に死去。
闘病中は万馬券を次々と当て、払戻金で後輩に1万円単位で小遣いを配ったり焼肉を奢ったりしたといい、挙句に新車を購入した。竹山には「この白血病の治療費、JRAに全部払わせたらぁ」と豪語したといい、竹山も「あのまま生きてたら、あいつビル買ってると思います」とその稼ぎが極めて良いギャンブラーぶりに驚愕した。
最後のテレビ出演は2005年1月22日放送の『エンタの神様』（日本テレビ）で相方の竹山が一時退院中の中島へ突然かけた携帯電話で流れた声だった。翌2006年（平成18年）1月には臍帯血移植を受けて軽快傾向とも伝えられたが、ウイルス性肺炎の併発により同年12月20日午前11時46分に死去。35歳没。竹山によるとドナーが見つかったが、そのドナーが風邪を引いたため移植ができなくなり、その後中島も風邪を引きウイルス性の肺炎を併発して亡くなったとのことである。中野区の宝仙寺で行われた葬儀・告別式では、竹山が弔辞を読み上げた。療養開始後には禁煙していた中島であったが、告別式の時には病に倒れるまで愛煙していたタバコの他、舞台衣装、好んで使用していた部屋着、釣り道具、たくさんの家族写真、紙パックのお酒がお棺に入れられた。戒名は浄楽幸安信士（じょうらくこうあんしんじ）。

## 出演作品
インターネットコンテンツ
- 『ショートカッツ』-実写版-#14 犬おやじ（小学館マイクロムービーズ）

## 関連書籍
- 『家族のたからもの――夫・カンニング中島が遺した最期の日記』（中島真奈美、日本テレビ放送網、2007年）